# Edward E. Evans-Pritchard
Edward Evan Evans-Pritchard, född den 21 september 1902 i Sussex, England, död den 11 september 1973 i Oxford, var en brittisk socialantropolog och professor vid universitetet i Oxford 1946-1970. Edward Evans-Pritchard adlades 1971.
Evans-Pritchard tillhörde 1900-talets mest betydande antropologer. Hans inflytande beror främst på hans förmåga att i sina arbeten kombinera förstklassiga etnografiska fältarbeten med för sin tid avancerade teoretiska resonemang, samt att uttrycka dessa på ett odogmatiskt och lättillgängligt språk, som samtidigt vittnar om både "common sense" och en humanistisk grundsyn. 

## Den strukturfunktionalistiska perioden
Boken Witchcraft, Oracles and Magic among the Azande (1937) är fortfarande en av de grundläggande undersökningarna av afrikansk häxtro; den är samtidigt en kritisk granskning, på grundval av empiriskt material, av Lucien Lévy-Bruhls teori om primitiv mentalitet. Med boken The Nuer (1940) lade Evans-Pritchard grunden till mycket av det moderna antropologiska studiet av politiska system i acefala samhällen genom redogörelsen för nuernas s.k. segmentära lineagesystem, och med Nuer Religion (1956) levererade han ett viktigt bidrag till studiet av religionen i afrikanska stamsamhällen, speciellt vad gäller offer. Under 1930-talet och början av 1940-talet förknippades Evans-Pritchard, tillsammans med A.R. Radcliffe-Brown och Meyer Fortes, med den strukturfunktionalistiska inriktningen; boken African Political Systems (utgiven 1940 tillsammans med Fortes) anses som en milstolpe inom denna tradition.

### Segmentära oppositioner
Segmentär opposition är en antropologisk term för de principer som styr konflikter i samhällen med sociala enheter bestående av unilinjära släktskapsgrupper. Parternas positioner i det hierarkiska släktskapssystemet bestämmer vilka allianser som kan ingås. Konflikter på låg nivå kan överbryggas om en konflikt på högre nivå skulle uppträda. Systemet beskrivs av Evans-Pritchard i The Nuer. 
Kritiker har betonat att detta är bilden av ett inhemskt ideal, inte en faktisk verklighet.

## Den humanistiska perioden
Under andra världskriget tjänstgjorde Evans-Pritchard som officer i Sudan och Nordafrika. Hans vistelse bland beduinerna i Cyrenaika gav honom material till en historisk-antropologisk studie, The Sanusi of Cyrenaika (1949). Efter kriget avlägsnade han sig mer och mer från den strukturfunktionalistiska inriktningen; i essäsamlingen Social Anthropology (1951) förespråkade han en antropologi som studerar samhällen som moraliska eller symboliska snarare än som naturliga system, som söker mönster snarare än lagar och som tolkar snarare än förklarar. Hans ständiga funderingar kring antropologins epistemologiska frågor (som hade samband med hans personliga existentiella överväganden; han konverterade till katolicismen 1944) ledde också till ett intresse för dess teorihistoria, som kom till uttryck i Theories of Primitive Religion (1965) och den postumt utgivna A History of Anthropological Thought (1981). I dessa verk ges bl.a. franskt samhällsfilosofiskt tänkande en betydande plats; det var dessutom på Evans-Pritchards initiativ som medarbetare vid socialantropologiska institutionen i Oxford från 1950-talet översatte och gav ut en rad centrala arbeten av Durkheims medarbetare inom Année Sociologique-skolan. 
I samma humanistiska anda gjorde Evans-Pritchard sig till talesman för ett närmande mellan antropologin och historien, vilket gick stick i stäv mot den rådande antihistoriska funktionalistiska inriktningen under 1950- och 1960-talen, men pekade fram mot den historiska antropologin, som blivit en viktig angelägenhet inom den nutida kultur- och socialantropologin.